# Desa Sekargadung (administrativ by i Indonesien, lat -7,56, long 112,57)
Desa Sekargadung är en administrativ by i Indonesien.   Den ligger i provinsen Jawa Timur, i den västra delen av landet, 600 km öster om huvudstaden Jakarta.